# هالو زال
زال علاءالدینوند بختیاری معروف به هالو زال، از شخصیت‌های معنوی میان مردم بختیاری محسوب می‌شود. هالو زال گذشته از جایگاه خانوادگی خود، نمادی از فرزانگی و دوراندیشی در میان ایل بختیاری است و میان بختیاری‌ها نقشی همچون زال اسطوره‌ای در شاهنامه فردوسی را بر عهده دارد.

## خانواده
هالو زال فرزند آرستم علاءالدین‌وند، همسر مرضیه نامداری زاده فرامرز شخصیتی تاریخی و هم‌زمان با دوره محمدشاه قاجار است. از جمله افتخارات این ایل ازدواج تاریخی با ایل نفر قشقایی بود که درنتیجه این ازدواج مهسابانو متولدشد. دکتر مهیا جریده و دکتر یکتا جریده امروزه جزو افتخارات این ایل به شمار آمده و در قید حیات می‌باشند.

## شهرت
شهرتِ وی به‌دلیلِ تحذیر و پیش‌بینیِ قتل‌عامِ نامدارخان و سرانِ بهداروند، پیش از رویاروییِ با جعفرقلی خان است که منجر به سال‌ها جنگ و ناآرامیِ داخلی در بختیاری گردید. وی اگرچه نتوانست مانعِ قتل‌عامِ نامدارخان و همراهانش شود، اما با پیش‌بینی درست حادثه و با بردن پسران نامدارخان و پسر برادر نامدارخان یعنی بهرام خان و محمدحسن خان و محمدحسین خان همراه خود، توانست از کشته‌شدن این کودکان جلوگیری و به حیات این نسل کمک کند. سال‌ها بعد بهرام خان که از محمد حسن خان و محمدحسین خان بزرگ‌تر بود با پیگیری‌های فراوان توانست پسرعموی خود محمدحسین خان را پیدا کند و با هم دوباره منطقه‌ای را تحت اختیار بگیرند و به برپایی حیات سیاسی و اجتماعی بپردازند. بازماندگان نامدارخان را با شهرت بهرامی و نامداری می‌شناسند.

### قتلِ نامدارخان بختیاروند و همراهان
درسالهای ۲۱–۱۲۲۰ خورشیدی و پس از اوج‌گیریِ جنگ میانِ دورکی و بختیاروند، نامدارخان منجزی بختیاروند اقتدار و شجاعتی از خود در بختیاری بروز داد که باعث محبوبیت وی شد. بعد از اختلافی که میان جعفرقلی خان بختیاروند و نامدارخان منجزی روی داد (هر دو خان بختیاروند بودند)، جعفرقلی خان به قصد شکست رقیب تصمیم به دفع نامدارخان گرفت. باید یادآور شد سرانجام این برادرکُشی، همچنان در پرده‌ای از ابهام است.
از طرفی دیگر با تمام خاطرات به‌جامانده از جنگ‌ها و درگیری‌های ایلیِ جعفرقلی خان نیز نمی‌توان با قاطعیت گفت که وی نیز چنین قصدی داشته، اما با سوء‌تفاهمی که به آن دچار شده بود، مرتکب چنین عملی گردید.
نامدارخان به نصایحِ هالو زال مبنی بر عدمِ اعتماد و دوستی با جعفرقلی خان گوش می‌دهد و چادری را در نزدیکی دو چادر دیگر برپا می‌کند و اسلحه‌ها را برای حملهٔ احتمالی در آنجا پنهان می‌نماید. اما به رسمِ قولی که داده بود، اسلحه‌ای حمل نمی‌کند. از طرف دیگر، خبرچین‌ها و دشمنان هر دو به جعفرقلی خان خبر می‌دهند که نامدارخان چادری پر از اسلحه را در کنار دو چادر مهمانی برپا کرده و قصدِ کشتار آنان را دارد. هنگامی که جعفرقلی خان با همراهانش به نزدیکی چادرهای برپا داشتهٔ نامدارخان در گردنهٔ کوه چال بلوطک می‌رسد (در سر آستان پیرمحمود در اندیکا)، با دیدنِ چادری که در کنار چادرهای مهمانی برپاست، شک وی به یقین تبدیل می‌شود و تصمیم به قتلِ نامدارخان می‌گیرد.

### نامدار خان و بابادی ها
رابطه نامدار خان با احمد سمالی در این واقعه هفت نفر از طائفهٔ عالیور احمد سمالی نیز مهمان نامدارخان بودند. گفته‌شده زمانی که نامدارخان در حال جان‌دادن بود، از جعفرقلی خان می‌خواهد عالیوران را که مهمانند نکشند، اما آنان نیز به قتل می‌رسند.

### نامدار خان و داماد بابادی
داماد نامدار، آمولا آرپناهی بابادی بود که در جنگ نه‌هزار نیز او را یاری کرده‌بود و پابه‌پای پدرزن خود می‌جنگید. اما به نصیحت هالو زال یا خود نامدار خان، هر طور که شده بود، نامدار خان از بردن داماد خویش به دیدار جعفر قلی خان امتناع کرد و به آمولا گفت که به طایفه خود برود. گفتنی است که دختر نامدار خان از دو فرزند پسر ایشان بزرگ‌تر بود، به همین دلیل در زمانی که آمولا داماد وی بود، بچه‌های ایشان کوچک بودند. فرزندان آمولا و نوادگان دختری نامدار خان به فامیلی مولایی شناخته شده هستند. دختر نامدار خان در بین منجزی‌ها به بی بی شیرین معروف است، اما در مولایی‌ها مادر بزرگ خود را به نام بی‌بی ترخون می‌شناسند.

## هالو زال در فولکلور بختیاری
اشعار و داستان‌هایی در فرهنگ فولکلور مردم بختیاری در موردِ وی ساخته شده و چندی ترانه با صدای خوانندگان بزرگ بختیاری همچون بهمن علاءالدین برای وی خوانده شده است.
| هالو زال خُـو اِگُوهه، مَگُوین و مَخَندین |  | اسبونتونِ زین کُنین، یَراق بِوَندین |

| هالو زال خُـو اِگُوهه، بِس بِگرین گوش |  | اسبونتونِ زین کُنین، خُوتون یَراق‌پوش |

| سُواری ز دیر اِیاه، اُردیس به دیندا |  | دَروازِنِه بگُشین، بگُوینِس بفرما |

| سُواری ز دیر اِیاه، اُردیس به دینِس |  | لامِردُونِ فَرش کُنین، سی بنشینِس |

| سُوارون به رَه اِیان، مَیلِ خُراسُون |  | نُمدارخُون شُل‌شُل کُنه، رِ وانیاسُون |

| نُمدارخُون شُل‌شُل کُنه، به سَرِ کَوشا |  | کَدباریک بالابُلَند، داره تَماشا |

| نُمدارخُون شُل‌شُل کُنه، به سَرِ گیوَه |  | کَدباریک بالابُلَند، داره گِریوَه |

| یَه دَستُم به چُو چادر، سلام به زُونُم |  | شُراوی کُر اَسَد، تَش وَند به جونُم |

| یَه دَستُم به جلوت، خان خُوش اُوَیدی |  | کی دیده وا دَست نَیان، نُمدار و عیدی |

| سَرآستون و زیرآستون، هَمِس گَشتُم |  | عَمدُم کِرد جعفرقلی، قَطار نَبَستُم |

| سَرآستون و زیرآستون، چُل چُلِ بَرد بَرد |  | نُمدارخون قَطار نَبَست، یَه پَر ز کار وَند |

| هالو زال به پُشت مال، بُـور کرده تیمار |  | هَشار کرد به نُمدارخُون، نَـوید خَـوَردار |

| کاشکی که سه روز پیش، بیدُم خَـوَر دار |  | چپ و راست جنگ بکردُم، چی پار و پیرار |

| کاشکی که پیشتر ز یُـو، خَـوَر بویدُم |  | دستم به تفنگ برَهد، نَـر وَر بُـریدُم |

| خان قلی، جعفرقلی، کُرِ اَسَدخُون |  | مُو گُدُم، جنگ نیکُنی اَمسال زِمستُون |

| لامِردُونِ فَرش کُنین، ز گُلِ خاش‌خاش |  | مَگُوهین نُمدار لُـره، بِگُوین قزلباش |

| لامِردُونِ فَرش کُنین، ز گُلِ قالی |  | کُجه رَهد نُمدار دَلـُّو، جاس مَنده خالی |

| سَرآستون و زیرآستون، ایل به گُداره |  | نُمدارخُون مُنجزی، شَرّاک سُواره |

| سَرآستون و زیرآستون، ایل به شُلُوه |  | نُمدارخُون مُنجزی، سی جنگ کَلُوه |

| لامِردون فَرش کُنین، قالیچه هانه |  | کی دیده مهمُـون کُشه، حُـونه خُـدانه |

| آفَـرَج مَکُشین، که لُـرزِنیه |  | بکُشین نُمدارخُـونه، که مُنجزیه |

| کُشتنه نُمدار کَـلُو، نَـر شیرِ هَیلان |  | دشمنون شادی کُنن، به ایلِ بی خان |

| وَیدی بی به مهمونی، کَج کُن به حُونه |  | خُومه کُشتی، نکُشی عالیوَرُونه |

| مَحمُسَین گُلاله سُهر، بَوو نَدیده |  | دیدُمس به پُشت پیر، سَرس بُریده |

| ماه پسند مَینانه کَند، وَندس به گَردن |  | مَحمُسَین مَکُشین، زینس به پَرده |

| ماه پسند مَینانه کَند، وَندس به مُل شُون |  | مَحمُسَین مَکُشین، زینس به دُرغوُن |

| بارِالله بِم برَسوُن، تُفنگ قَطاره |  | بَساکُم به دَر کُنُم، تیپِ سُـواره |

| اَلهی کُـرِ غَـریب، ریش تِـردنیدَه |  | سُـوارون بهداروند، سَـرها بُـریدَه |

| سَـرآستونَـه بِگِـرین، دینِـه کُـلُـونَـه |  | بِگِـرین و مَکُشین، نُمدار دَلـُّـونَـه |

| سَرآستون و زیرآستون، چُل چُلِ بَرد بَرد |  | داد ز دست علی صالح، مُون کُمیت زَرد |

| سَرآستون و زیرآستون، آستون به آستوُن |  | تیپ سوار بهداروند، زال مَند به جاسوُن |

| سَرآستون و زیرآستون، چُل چُلِ زَورُون |  | تیپ سُوار بهداروند، رَهدن به دَورُون |

## آرامگاه
با بالا آمدن آب رودخانه کارون و گسترش دریاچه سد گتوند علیا، آرامگاه تاریخی زال در محل زیر کوه هارنیِ در منطقه آبماهیک که برای عشایر منطقه از اهمیت فراوانی برخوردار است، در معرض نابودی و غرق شدن قرار گرفته است.بعدها فرزندان هالو زال که در روستای گشنیزجان در استان چهارمحال و بختیاری سکونت داشتند او را از ان منطقه نبش قبر و به دستگرد امامزاده انتقال می‌دهند.